# تنبل یال‌دار
تنبل یال‌دار (نام علمی: Bradypus torquatus) نام یک گونه از سرده تنبل سه‌پنجه است.